# 強頸玉米捲管螺
強頸玉米捲管螺（学名：Inquisitor tuberosa）为捲管螺科玉米捲管螺屬下的一个种。